# جون بلير (لاعب كرة قدم)
جون بلير (بالإنجليزية: John Blair)‏ (1910 في المملكة المتحدة - 1975) هو لاعب كرة قدم بريطاني (وحمل سابقاً جنسية المملكة المتحدة لبريطانيا العظمى وأيرلندا) في مركز قلب الدفاع. لعب مع نادي ماذرويل.

## وصلات خارجية
- جون بلير على موقع قاعدة بيانات كرة القدم.إي يو (الإنجليزية)